# Сарнонико
Сарнонико (итал. Sarnonico) — коммуна в Италии, располагается в провинции Тренто области Трентино-Альто-Адидже.
Население составляет 724 человека (2008 г.), плотность населения составляет 60 чел./км². Занимает площадь 12 км². Почтовый индекс — 38010. Телефонный код — 0463.
Покровителем коммуны почитается святой Лаврентий, празднование 10 августа. 

## Демография
Динамика населения:

## Администрация коммуны
- Официальный сайт: https://web.archive.org/web/20200308181937/http://www.sarnonico.it/